# Bulgarische Eishockeyliga 1998/99
Die Saison 1998/99 war die 47. Spielzeit der bulgarischen Eishockeyliga, der höchsten bulgarischen Eishockeyspielklasse. Meister wurde zum insgesamt zwölften Mal in der Vereinsgeschichte der HK Lewski Sofia.

## Modus
In der Hauptrunde absolvierte jede der vier Mannschaften insgesamt zwölf Spiele. Der Erstplatzierte der Hauptrunde wurde Meister. Für einen Sieg erhielt jede Mannschaft zwei Punkte, bei einem Unentschieden gab es einen Punkt und bei einer Niederlage null Punkte.

## Hauptrunde
|    | Klub                               | Sp | S | U | N  | Tore   | Punkte |
| -- | ---------------------------------- | -- | - | - | -- | ------ | ------ |
| 1. | HK Lewski Sofia                    | 12 | 9 | 1 | 2  | 76:26  | 19     |
| 2. | HK Slawia Sofia                    | 12 | 8 | 1 | 3  | 85:48  | 17     |
| 3. | Akademik Sofia/HK Metallurg Pernik | 12 | 6 | 0 | 6  | 61:49  | 12     |
| 4. | Etro 92 Tarnowo                    | 12 | 0 | 0 | 12 | 35:150 | 0      |

Sp = Spiele, S = Siege, U = unentschieden, N = Niederlagen, OTS = Overtime-Siege, OTN = Overtime-Niederlage, SOS = Penalty-Siege, SON = Penalty-Niederlage